# Шестаков, Владимир Алексеевич
Влади́мир Алексе́евич Шестако́в (1 января 1947, Оренбургская область — 24 сентября 2023) — советский и российский историк. Доктор исторических наук. Автор ряда учебных пособий.

## Биография
В 1969 году окончил историко-филологический факультет Казанского государственного университета имени В. И. Ульянова-Ленина, там же в 1974 году окончил аспирантуру.
В 1975 году под научным руководством И. М. Ионенко защитил диссертацию на соискание учёной степени кандидата исторических наук по теме «Советская историография Октябрьской революции на местах по материалам Поволжья» (специальность 07.00.02 — история СССР).
С января 1980 года работает в Институте российской истории РАН, где являлся главным научным сотрудником Центра публикации источников по истории России XX века.
В 2003—2016 годах — учёный секретарь ИРИ РАН.
В 2006 году защитил диссертацию на соискание учёной степени доктора исторических наук по теме «Социально-экономическая политика Советского государства в 1950-е — середине 1960-х гг.» (специальность 07.00.02 — «Отечественная история»). Научный консультант — доктор исторических наук А. С. Сенявский. Официальные оппоненты — доктор исторических наук, профессор Ю. В. Аксютин, доктор исторических наук, профессор Р. Г. Пихоя и доктор исторических наук, профессор В. Н. Хаустов. Ведущая организация — Московский педагогический государственный университет.
Скончался 24 сентября 2023 года на 77-м году жизни.

## Научные труды

### Монографии
- Кабытов П. С., Шестаков В. А. Советская историография Великой Октябрьской социалистической революции в Поволжье. Куйбышев, 1979;
- Социально-экономическая политика советского государства в 50-е — середине 60-х гг. М.: Наука, 2006.

### Учебники и учебные пособия
- История Отечества XX века. Учебное пособие для общеобразовательных школ /В соавторстве с В. Д. Есаковым и В. П. Дмитренко. М.: Дрофа, 1995 −1999.;
- История России. XX век / Отв. ред. В. П. Дмитренко. М.: АСТ, 1996. В соавторстве Е. Ю. Зубкова и др.
- XX век. Учебник для 9 классов общеобразовательных учреждений / В соавторстве с М. М. Гориновым и Е. Е. Вяземским М.: Просвещение, 2000—2011.
- История России с древнейших времен до наших дней. Пособие для старшеклассников и абитуриентов. В соавторстве с Е. Е. Вяземским и А. А. Левандовским. М.: АРКТИ, 2002.
- История России с древнейших времен до наших дней. Справочное пособие для школьников и абитуриентов. В соавторстве с Е. Е. Вяземским, Л. В. Жуковой. М.: Махаон, 2005.
- История России. С древнейших времен до начала XXI века. Учебное пособие. В соавт. Л. Е. Морозовой и др. Под ред. А. Н. Сахарова. М.: АСТ, Астрель, 2006.
- История России с древнейших времен до наших дней. Учебник для вузов под ред. А. Н. Сахарова. В соавторстве с А. Н. Сахаровым и А. Н. Бохановым. М.: Проспект. 2010.
- История России с древнейших времен до наших дней. В 2-х т. Учебник для вузов под ред. А. Н. Сахарова. В соавторстве с А. Н. Сахаровым и А. Н. Бохановым. М.: Проспект. 2010.
- История России. XX—XXI века. Учебник для 11 кл. общеобразоват. учреждений. Профил. уровень. 4 изд. М., 2011.

### Статьи
- Октябрь в Поволжье. Историографический обзор новых исследований. // Поволжский край. Вып.2. Саратов: Изд-во СГУ, 1973. (в соавт. с И. М. Ионенко).
- Время перестройки // Историческая мысль. 1985. № 4. Варшава. (в соавт. с Ю. А. Поляковым).
- Истоки аграрной реформы Н. С. Хрущёва // Экономика России: теория и современность. Материалы II Чаяновских чтений (Москва, 27 марта 2002 г.). — М.: РГГУ, 2002.
- Природа и механизмы изменений властных институтов в СССР в 50-е середине 60-х гг. // Государственная власть и общество в XX веке. Материалы межвузовской научной конференции (Москва, 15 мая 2004 г.). — М., 2004. — С. 112—118.
- Экономическое развитие СССР в конце 1940-х − 1950-е гг. цели, ресурсы, результаты // Россия в контексте мирового экономического развития во второй половине XX века. Сборник трудов Международной научной конференции (Москва, 24-25 ноября 2004 г.). — М.: Изд-во МГУ, 2006.
- Власть и социальное развитие СССР в 40-е — 50-е годы // «Победители — побежденные». Материалы международной научной конференции (Польша, г. Вроцлав, 4-6 мая 2005 г.). Вроцлав, 2006.
- Экономическое развитие СССР в конце 1940-х — средине 1960-х гг.: цели, ресурсы результаты // Преподавание истории и обществоведения в школе. — 2006. — № 3.
- Социально-экономическая политика государства в 50-е гг. // Проблемы экономики. — 2006. — № 3.
- Аграрная политика Н. С. Хрущёва: преемственность и новации // Отечественная история. — 2006. — № 6.
- Социально-экономическое развитие СССР в период хрущевской «оттепели»: критерии оценки эффективности. // XX век в российской истории: проблемы, поиски, решения. Труды Центра «Россия, СССР в истории XX века». Вып. 1. — М., ИРИ РАН. 2010. — С. 241—262.
- Советский Союз к 1984 году. // Преподавание истории и обществоведения в школе. — 2010. — № 9-10.

## Научно-популярные работы
- История Человечества. Т. VIII. Россия. М., Магистер-Пресс. 2003. (В соавторстве с А. Н. Сахаровым и А. Н. Бохановым).
- Новейшая история России. М,. АСТ. Астрель, 2008. 478 с.
- Перестройка и крах СССР. 1985—1993. (В соавторстве с А. Безбородовым и Н. Елисеевой). СПб., Норма. 2010.